# Noah Fatar
Noah Fatar (* 15. Februar 2002 in L’Isle-Adam) ist ein französisch-marokkanischer Fußballspieler.

## Karriere

### Verein
Fatar begann seine fußballerische Laufbahn beim FC Puiseux-Louvres. 2012 wechselte zur ES Marly-la-Ville und zwei Jahre später zur USM Senlis. 2017 unterschrieb er einen Jugendvertrag beim OSC Lille. 2019/20 spielte er fünfmal in der National 2 für die Amateurmannschaft. Außerdem spielte er dreimal in der Youth League, wobei er zwei Tore erzielen und eines vorbereiten konnte.
Nach der Saison unterschrieb er einen Vertrag bei der zweiten Mannschaft des SCO Angers, nachdem er ein Angebot des FC Everton ablehnte. Bei Angers lief er zunächst auch für die Amateure auf und traf dort dreimal in neun Spielen. Gegen den Club Franciscain debütierte er am 7. März 2021 (4. Runde) für die erste Mannschaft, als er nach Einwechslung außerdem den 5:0-Endstand erzielte. Am 4. April 2021 (31. Spieltag) gab er sein Ligue-1-Debüt gegen den HSC Montpellier nach Einwechslung für Antonin Bobichon in der 85. Minute.
Im August 2022 wurde der Franzose für eine Saison an den SO Cholet ausgeliehen.

### Nationalmannschaft
Fatar kam 2021 erstmals für die französische U20 zum Einsatz.